# Giro dell'Appennino 1966
Il Giro dell'Appennino 1966, ventisettesima edizione della corsa, si svolse l'11 settembre 1966, su un percorso di 255 km. La vittoria fu appannaggio dell'italiano Michele Dancelli, che completò il percorso in 6h32'19", precedendo i connazionali Italo Zilioli e Adriano Passuello.
I corridori che partirono furono 64, mentre coloro che tagliarono il traguardo di Pontedecimo furono 25.

## Ordine d'arrivo (Top 10)
| Pos. | Corridore          | Squadra           | Tempo    |
| ---- | ------------------ | ----------------- | -------- |
| 1    | Michele Dancelli   | Molteni           | 6h32'19" |
| 2    | Italo Zilioli      | Sanson            | a 1'40"  |
| 3    | Adriano Passuello  | Legnano-Pirelli   | a 1'42"  |
| 4    | Gianni Motta       | Molteni           | s.t.     |
| 5    | Franco Bodrero     | Legnano-Pirelli   | a 3'52"  |
| 6    | Giovanni Knapp     | Vittadello        | s.t.     |
| 7    | Franco Cribiori    | Vittadello        | s.t.     |
| 8    | Imerio Massignan   | Bianchi-Mobylette | s.t.     |
| 9    | Flaviano Vicentini | Legnano-Pirelli   | s.t.     |
| 10   | Bruno Mealli       | Bianchi-Mobylette | s.t.     |